# Copestylum fumipenne
Copestylum fumipenne är en tvåvingeart som först beskrevs av Sack 1941.  Copestylum fumipenne ingår i släktet Copestylum och familjen blomflugor.
Artens utbredningsområde är Peru. Inga underarter finns listade i Catalogue of Life.